# Central Midlands League
Central Midlands Football League là một giải đấu bóng đá Anh bao phủ phần Đông Bắc của miền Trung nước Anh. Thành lập năm 1971 với tên gọi South Derbyshire League, lúc đầu đổi tên thành Derbyshire League trước khi có cái tên hiện tại từ năm 1983, giải đấu bao phủ Derbyshire, Lincolnshire, Nottinghamshire và South Yorkshire. Giải đấu hiện tại được tài trợ bởi Windsor Foodservice.
Số hạng đấu thay đổi theo thời gian như sau:
- 1983–84 – 3 hạng đấu: Supreme, Premier First và Premier
- 1984–85 – 3 hạng đấu: Central, Premier First và Premier
- 1985–86 – 2 hạng đấu: Central và Premier
- 1986–87 – 3 hạng đấu: Supreme, Premier và First
- 1987–88 đến 1989–90 – 2 hạng đấu: Supreme và Premier
- 1990–91 – 3 hạng đấu: Supreme, Premier và First
- 1991–92 – 3 hạng đấu: Supreme, Premier North và Premier South
- 1992–93 đến 2010–11 – 2 hạng đấu: Supreme và Premier
- 2011–12 đến nay – 2 hạng đấu: North và South

Trong Hệ thống các giải bóng đá ở Anh, 2 hạng đấu của Central Midlands League, gọi là North Division và South Division, được xem như một phần của National League System (ở bậc 7), trong khi 2 hạng đấu cho đội Dự bị thì không. 4 đội từ hạng đấu được đặt tên trước đây, Premier Division, bị phân biệt nhưng là các câu lạc bộ bị đánh giá thấp nhất, và là những đội bóng duy nhất ngoài NLS, được phép tham gia FA Vase mùa giải 2006–07. Từ mùa giải 2008–09, 8 đội đứng đầu rời Central Midlands League gia nhập với 8 đội bóng ở Leicestershire Senior League để thành lập một giải đấu mới, East Midlands Counties League, nằm ở Bậc 6 của National League System.
Nhà vô địch của North Division được phép thăng hạng Northern Counties East League Division One (nếu đáp ứng đủ nhu cầu sân bãi) và nhà vô địch của South Division are được phép thăng hạng East Midlands Counties League, và một số câu lạc bộ đi từ Central Midlands League lên Football Conference North và Northern Premier League. Một đội bóng đại diện của giải đấu tham gia vào FA Inter-League Cup.
Có 3 giải đấu địa phương nằm bên dưới Central Midlands League trong hệ thống. Đó là Doncaster and District Senior League, Lincolnshire Football League và Midlands Regional Alliance..

## Các Câu lạc bộ mùa giải 2015–16
| North Division - Appleby Frodingham - Askern - Bentley Colliery - Bilsthorpe - Brodsworth Welfare - Dinnington Town - Dronfield Town Dự bị - Easington United - Glapwell - Harworth Colliery - Newark Town - Ollerton Town - Phoenix - Retford - Thoresby Colliery Welfare - Thorne Colliery - Welbeck Welfare | South Division - Belper United - Blidworth Welfare - Bulwell - Clay Cross Town - Collingham - Eastwood Community - Holbrook St. Michaels - Hucknall Rolls Leisure - Hucknall Town - Keyworth United - Linby Colliery Welfare - Matlock Town Dự bị - Mickleover Royal British Legion - Pinxton - Selston - Sherwood Colliery - Southwell City - Swanwick Pentrich Road |

## Nhà vô địch

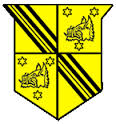
Hucknall Town (badge pictured) vô địch CMFL 2 lần.

| Mùa giải |                             |
| -------- | --------------------------- |
| 1983–84  | Ashbourne                   |
| 1984–85  | Graham St Prims Dự bị       |
| 1985–86  | Huthwaite                   |
| 1986–87  | Hinckley Town               |
| 1987–88  | Harworth Colliery Institute |
| 1988–89  | Boston                      |
| 1989–90  | Hucknall Town               |
| 1990–91  | Hucknall Town               |
| 1991–92  | Lincoln United              |
| 1992–93  | Arnold Town                 |
| 1993–94  | Glapwell                    |
| 1994–95  | Heanor Town                 |
| 1995–96  | Oakham United               |
| 1996–97  | Heanor Town                 |
| 1997–98  | Gedling Town                |
| 1998–99  | Mickleover Sports           |
| 1999–00  | Lincoln Moorlands           |
| 2000–01  | Shirebrook Town             |
| 2001–02  | Shirebrook Town             |
| 2002–03  | Carlton Town                |
| 2003–04  | Retford United              |
| 2004–05  | Dunkirk                     |
| 2005–06  | Barton Town Old Boys        |
| 2006–07  | Bottesford Town             |
| 2007–08  | Askern Welfare              |
| 2008–09  | Radcliffe Olympic           |
| 2009–10  | Louth Town                  |
| 2010–11  | Sheffield Parramore         |

| Mùa giải | North Division      | South Division     |
| -------- | ------------------- | ------------------ |
| 2011–12  | Westella & Willerby | Basford United     |
| 2012–13  | Dronfield Town      | Sutton Town        |
| 2013-14  | AFC Mansfield       | Clifton All Whites |
| 2014-15  | Bilsthorpe          | Mickleover Royals  |

## League Challenge Cup
Giải đấu cũng tổ chức Central Midlands League Challenge Cup dành cho mọi câu lạc bộ đang thi đấu trong giải đấu.

### Chung kết
| Mùa giải | Đội vô địch        | Kết quả  | Đội á quân          | Nơi tổ chức  |
| -------- | ------------------ | -------- | ------------------- | ------------ |
| 2000–01  | Shirebrook Town    | 1 – 0    | Collingham          | North Street |
| 2001–02  | Retford United     | 1 – 0    | Thorne Colliery     | North Street |
| 2002–03  | Dinnington Town    | 2 – 0    | Dunkirk             | North Street |
| 2003–04  | Retford United     | 1 – 0    | Dinnington Town     | North Street |
| 2004–05  | Sandiacre Town     | 1 – 0    | Dunkirk             | North Street |
| 2005–06  | Dinnington Town    | 2 – 1    | Askern Welfare      | North Street |
| 2006–07  | Heanor Town        | 5 – 3    | Ollerton Town       | North Street |
| 2007–08  | Dunkirk            | 1 – 0    | Blidworth Welfare   | North Street |
| 2008–09  | Sutton Town        | 2 – 0    | Westella & Willerby | North Street |
| 2009–10  | Newark Town        | 4 – 4(p) | Louth Town          | North Street |
| 2010–11  | Yorkshire Main     | 2 – 2(p) | Kirkby Town         | North Street |
| 2011–12  | Dronfield Town     | 5 – 2    | Clifton All Whites  | North Street |
| 2012–13  | AFC Mansfield      | 2 – 1    | Thorne Colliery     | North Street |
| 2013–14  | Clifton All Whites | 1 – 0    | AFC Mansfield       | North Street |
| 2014–15  | Hucknall Town      | 3 – 0    | Clifton All Whites  | North Street |